# Ruta 604 (Costa Rica)
La Ruta 604, oficialmente Ruta Nacional Terciaria 604, es una ruta nacional de Costa Rica ubicada en la provincia de Puntarenas.

## Descripción
En la provincia de Puntarenas, la ruta atraviesa el cantón de Puntarenas (los distritos de Puntarenas, Pitahaya), el cantón de Montes de Oro (el distrito de San Isidro).